# Usenet

Architettura Usenet

Usenet è una rete mondiale, nata negli Stati Uniti d'America all'inizio degli anni ottanta, formata da migliaia di server tra loro interconnessi, ognuno dei quali raccoglie gli articoli (o news, o messaggi, o post) che le persone aventi accesso alla rete inviano in una data gerarchia, in un archivio ad accesso pubblico, organizzato in gerarchie tematiche che contengono vari thread sullo stesso tema (topic).
L'espressione usenet è una parola macedonia, dall'inglese user network, traducibile in italiano con "rete utente".

## Descrizione
Attraverso dei meccanismi di replica asincroni i server si scambiano gli articoli dei loro abbonati e fanno in modo che, dove non esistono, vengano anche costruite le stesse gerarchie tematiche e gli stessi thread che li contengono. Questo fa sì che grosso modo tutti i server abbiano quasi simultaneamente gli stessi contenuti e che le persone possano comunicare fra loro oltre il confine del server al quale sono abbonati, anche con persone di tutto il mondo. L'accesso ad un server Usenet (o server di news) è normalmente compreso nel costo di abbonamento mensile di ogni Internet Service Provider, anche quando l'ISP fornisce abbonamenti gratuiti.
Oggi le funzioni di comunicazione gratuita, libera, pubblica e aperta fornite dalla rete Usenet vengono spesso sostituite dai cosiddetti forum delle community nazionali, che sono spesso gratuite, libere e pubbliche anche loro, ma che sono però ambienti chiusi: chiunque sia abbonato ad una certa community (es: Libero) può scrivere nei forum di quella certa community, ma i suoi articoli non vengono replicati (copiati) all'interno della gerarchia delle altre community esistenti in Italia o nel mondo (es: Tiscali, MSN, o altre). Con Usenet, invece, sì: ogni articolo viene replicato su tutti i server Usenet di tutto il mondo e la comunicazione fra utenti diventa aperta e mondiale. È questa caratteristica che è allo stesso tempo un problema ed un vantaggio di Usenet. Un problema, per la pratica impossibilità di cancellare totalmente messaggi indesiderati; un vantaggio per la pratica impossibilità di impedire la totale diffusione dei messaggi indesiderati, salvo censurare attivamente il flusso dei messaggi, cosa non facile, o bloccare totalmente l'accesso a Usenet. Il primo, tra le altre, tocca il sensibile aspetto della riservatezza dei dati personali. Il secondo invece è un aspetto che agevola l'esercizio del diritto di informazione e di parola. Un'altra conseguenza di questa caratteristica è che la disponibilità dei contenuti di Usenet sono al di fuori del controllo di un'unica entità, come invece accade con i forum, che dipendono dai gestori del sito ospitante. Si consideri Google Gruppi, la più grande di queste entità, che in qualsiasi momento potrebbe decidere che l'accesso ai suoi decennali archivi possa essere fatto solo a pagamento. A riprova della sensibilità degli amministratori di Google sulla possibilità di copiare gli archivi, si osservi che da svariati anni non è più possibile una facile copia degli stessi, come invece lo è con i server Usenet puri, ma occorre copiare gli articoli, pochi alla volta e alla rinfusa per poi ricostruire la struttura originale dei threads.
La pubblicazione di articoli verso i server Usenet è basata sul protocollo NNTP, e richiede da parte degli utenti l'uso sul proprio computer, sia per la pubblicazione che per la lettura, di applicativi specifici che lo supportino, detti News Client. Pur esistendo, all'interno delle gerarchie tematiche, alcuni newsgroup moderati (i cui messaggi vengono pubblicati previo controllo di una persona che ha le funzioni di un moderatore) la maggior parte di essi è aperta e ci si affida al buonsenso e alle consolidate consuetudini, quali quelle della Netiquette, affinché i toni e il livello delle conversazioni pubbliche siano appropriati ad una lettura pubblica.
La gestione degli articoli sui server viene corrispondentemente gestita da applicazioni dette News Server.
Esistono nel mondo moltissimi newsgroup, ognuno dedicato a un argomento particolare. Non esiste un numero "ufficiale" di newsgroup, dal momento che alcune gerarchie sono private e non vengono perciò propagate. ISC (Internet Systems Consortium) archivia tutti gli articoli di controllo per la creazione e la cancellazione dei newsgroup e mantiene aggiornato un file chiamato "active", che i gestori dei server news prendono come base per decidere quali newsgroup creare sulle proprie macchine. Al 10 giugno 2006 il file active reperibile presso ISC, contava 45 298 newsgroup.
A seguito dell'esplosione del Web e con l'avvento di nuovi servizi (come i forum) Usenet ha iniziato ad essere meno utilizzato, pur restando un importante strumento di comunicazione per moltissimi utenti. Un esempio importante è quello di Microsoft, che a maggio del 2010 ha annunciato di voler dismettere il supporto verso questo tipo di community per indirizzare gli utenti verso i propri web forum moderati.
Un elenco delle gerarchie distribuite dal noto server Eternal September si può trovare qui (notate il numero di gruppi presenti in ogni gerarchia).

## Esempio di funzionamento della rete
Esempio: il server usenet nntp.nomeserver.it contiene le gerarchie it.cucina e it.aiuto
L'utente Mario si collega a nntp.nomeserver.it e dice al server che vuole leggere it.cucina, allora il server gli invia tutti i thread che ha sul suo disco sotto it.cucina. Ogni thread è una raccolta di messaggi (simili ad e-mail) inerenti ad un argomento specificato nell'oggetto (ovvero in topic).
Mario vedrà una lunga serie di thread con vari nomi (Zuppa inglese; Problema salsa greca; Tartufo, parmigiano sì o no?, ecc.). Ad un certo punto si fermerà perché ne vedrà uno che gli interessa (es: Tartufo, parmigiano sì o no?), farà doppio click con il mouse e vedrà un menu a tendina con vari messaggi, che sono risposte al primo.
Il primo messaggio potrebbe essere una cosa così "Devo fare una salsa al tartufo, ci va messo il parmigiano?", le risposte che seguiranno saranno altri messaggi così "No! PAZZO!", "Mai il parmigiano con il tartufo, MAI!".
Cliccando con il destro sul messaggio originale oppure su uno degli altri messaggi Mario troverà il tasto "Rispondi nel gruppo": gli apparirà allora una finestra dove potrà scrivere un nuovo messaggio ed aggiungerlo sotto un altro (quindi in risposta). Potrebbe rispondere al messaggio originale e dire "Assolutamente no, faccio il cuoco da vent'anni e, fidati, non è una buona idea." Oppure può rispondere ad uno degli altri messaggi, ad esempio a "No! PAZZO!" può rispondere "Hai ragione, bravo."
Quando Mario premerà il tasto Invio spedirà il messaggio al server usenet nntp.nomeserver.it che lo metterà in coda agli altri messaggi del thread "Tartufo, parmigiano sì o no?". Fatto questo contatterà un altro server e cercherà di spedire il cambiamento: chiamerà ad esempio nntp.servername.uk e gli chiederà se vuole scaricare it.cucina; nntp.servername.uk risponde no, che non la tiene (non è obbligatorio tenere tutte le gerarchie). Allora nntp.nomeserver.it chiamerà un altro server che conosce: nntp.beauserver.fr e gli chiede se è interessato a it.cucina: gli viene risposto di sì. Allora invia tutti i propri messaggi al server e in cambio riceve i messaggi di nntp.beauserver.fr del gruppo it.cucina. A questo punto nntp.nomeserver.it fa un confronto dei messaggi e li sincronizza (perché anche il server francese avrebbe potuto avere nuovi messaggi sul thread del tartufo). A questo punto Mario clicca "Scarica messaggi" e riceve da nntp.nomeserver.it tutti i thread aggiornati (e vede se qualcuno ha risposto).
Ovviamente il processo di scambio delle gerarchie continua: il server francese ne cercherà altri con cui condividere i messaggi e così via. Ogni server mantiene solo determinate gerarchie, quelle considerate più frequentate dagli utenti; e contatta solo determinati altri server, quelli considerati affidabili come contenuto e gestione.